# Драгомир Заков
Драгомир Заков е български дипломат, ръководител на постоянната делегация на Република България в НАТО от 25 март 2019 г., министър на отбраната в правителството на Кирил Петков от 1 март 2022 година.

## Биография
Драгомир Валериев Заков е роден на 24 юли 1975 година в София. Завършва средното си образование в 9 френска езикова гимназия „Алфонс дьо Ламартин“. Бакалавър по международни икономически отношения (1998 г.) и магистър по международен бизнес (1999 г.) от Университета за национално и световно стопанство. Между 2015 и 2016 г. специализира в Европейския колеж по сигурност и отбрана.
През 2001 г. е награден със сертификат от Армията на Съединените американски щати за логистичната му подкрепа, в качеството му на наборен военнослужещ, на операция „Джойнт Гардиън“.
От март 2002 до февруари 2004 г. е аташе в НАТО. Същата година става трети секретар на постоянната делегация на България в НАТО. През 2008 г. заема поста на втори секретар в дирекцията на Министерството на външните работи, отговаряща за политиката и сигурността и Организацията за сигурност и сътрудничество в Европа. В периода 2011 – 2014 г. е първи секретар на делегацията на България в Организацията на обединените нации. В следващите две години е съветник и ръководител към/на различни отдели на МВнР. През август 2016 г. се завръща в НАТО като съветник. През февруари 2017 г. отново поема длъжност във външното ни министерство, с ранг пълномощен министър.
От март 2019 г. е посланик на България в НАТО. На 1 март 2022 г. е избран от XLVII народно събрание за министър на отбраната, предложен от квотата на Продължаваме промяната, на мястото на Стефан Янев.